# Andy Isabella
Andy Isabella (geboren am 18. November 1996 in Mayfield, Ohio) ist ein US-amerikanischer American-Football-Spieler auf der Position des Wide Receivers, der bei den Pittsburgh Steelers unter Vertrag steht. Er spielte College Football für die University of Massachusetts Amherst. Von 2019 bis 2022 stand Isabella bei den Arizona Cardinals in der National Football League (NFL) unter Vertrag. Zuletzt spielte Isabella für die Buffalo Bills.

## College
Isabella ging auf die Mayfield High School in seinem Heimatort, wo er als Runningback spielte. In seinem letzten Highschool-Jahr gewann er die Staatsmeisterschaften im 100-Yards-Lauf vor Denzel Ward, der später ebenfalls Spieler in der NFL wurde. Isabella erhielt nur ein Angebot von einem College aus der NCAA Division I Football Bowl Subdivision (FBS), der University of Massachusetts Amherst, die ihn als Wide Receiver verpflichten wollten. Er spielte von 2015 bis 2018 vier Jahre lang für die Minutemen. Als Freshman sah Isabella kaum Einsatzzeit, er bestritt ein Spiel als Starter und wurde als Kick Returner eingesetzt. Als Sophomore stand er in zehn Spielen von Beginn an auf dem Feld und kam auf 801 Receiving Yards. 2017 wurde er in allen zwölf Partien als Starter eingesetzt und kam als Nummer-eins-Receiver seines Teams auf 1020 Yards bei 65 gefangenen Pässen und zehn Touchdowns.
Seine stärkste Saison hatte Isabella in seinem Jahr als Senior 2018, als er 102 Pässe für 1698 Yards und 13 Touchdowns fing und einer der Finalisten für den Fred Biletnikoff Award war. Dabei zeigte er seine beste Leistung im Spiel gegen Georgia, als er 15 gefangene Pässe für 219 Yards Raumgewinn im Passspiel und zwei Touchdowns verzeichnen konnte. Isabella wurde als erster Spieler in der Geschichte seines Colleges, das zu diesem Zeitpunkt seit sieben Jahren in der FBS antrat, zum Consensus All-American gewählt. Mit 1698 Receiving Yards war er 2018 in dieser Statistik landesweit führend.
Isabella nahm am Senior Bowl teil und fing sieben Pässe für 74 Yards und einen Touchdown.

## NFL
Beim NFL Combine lief Isabella den 40 Yard Dash in 4,31 Sekunden, was die drittschnellste Zeit insgesamt und zusammen mit Parris Campbell die schnellste Zeit eines Wide Receivers war. Im NFL Draft 2019 wurde er in der 2. Runde an 62. Stelle von den Arizona Cardinals ausgewählt. In seiner Rookiesaison spielte Isabella mit neun gefangenen Pässen für 189 Yards kaum eine Rolle. Seinen einzigen Touchdown erzielte er am neunten Spieltag gegen die San Francisco 49ers mit einem Catch-and-Run über 88 Yards.
Bei der Niederlage der Cardinals gegen die Detroit Lions am 3. Spieltag der Saison 2020 erzielte Isabella zwei Touchdowns. Er blieb jedoch in über drei Jahren bei den Cardinals weitestgehend erfolglos und wurde daher nach dem vierten Spieltag der Saison 2022 entlassen, in 39 Spielen war er lediglich dreimal Starter und fing 33 Pässe für 447 Yards und drei Touchdowns.
Wenig später nahmen die Baltimore Ravens Isabella am 10. Oktober 2022 in ihren Practice Squad auf. Er kam zu zwei Einsätzen in der Regular Season und einem Einsatz in den Play-offs, fing dabei aber keinen Pass. Am 19. Januar 2023 unterschrieb er für die Saison 2023 in Baltimore. Am 25. Juli 2023 wurde Isabella zu Beginn der Saisonvorbereitung von den Ravens entlassen.
Drei Tage nach seiner Entlassung in Baltimore nahmen die Buffalo Bills Isabella unter Vertrag. Er wurde nicht in den Kader für die Regular Season aufgenommen, schloss sich aber dem Practice Squad der Bills an. Am 22. Januar 2024 unterschrieb er für die Saison 2024 erneut in Buffalo. Am 27. August wurde Isabella im Rahmen der Kaderverkleinerung auf 53 Spieler entlassen. Am 25. Oktober 2024 nahmen die Pittsburgh Steelers Isabella für ihren Practice Squad unter Vertrag.

### NFL-Statistiken
| Saison                             | Team              | Spiele | Spiele | Receiving | Receiving | Receiving | Receiving | Receiving | Rushing | Rushing | Rushing | Rushing | Rushing | Returning | Returning | Returning | Returning | Returning | Fumbles | Fumbles |
| Saison                             | Team              | GP     | GS     | Rec       | Yds       | Avg       | Lng       | TD        | Att     | Yds     | Avg     | Lng     | TD      | Ret       | Yds       | Avg       | Long      | TD        | Fum     | Lost    |
| ---------------------------------- | ----------------- | ------ | ------ | --------- | --------- | --------- | --------- | --------- | ------- | ------- | ------- | ------- | ------- | --------- | --------- | --------- | --------- | --------- | ------- | ------- |
| 2019                               | Arizona Cardinals | 15     | 1      | 9         | 189       | 21,0      | 88        | 1         | 4       | 15      | 3,8     | 6       | 0       | 5         | 105       | 21,0      | 32        | 0         | 0       | 0       |
| 2020                               | Arizona Cardinals | 13     | 2      | 21        | 224       | 10,7      | 54        | 2         | 1       | −6      | −6,0    | −6      | 0       | 2         | 30        | 15,0      | 15        | 0         | 1       | 0       |
| 2021                               | Arizona Cardinals | 8      | 0      | 1         | 13        | 13,0      | 13        | 0         | 0       | 0       | 0,0     | 0       | 0       | 1         | 31        | 31,0      | 31        | 0         | 0       | 0       |
| 2022                               | Arizona Cardinals | 3      | 0      | 2         | 21        | 10,5      | 11        | 0         | 0       | 0       | 0,0     | 0       | 0       | 0         | 0         | 0,0       | 0         | 0         | 0       | 0       |
| 2022                               | Baltimore Ravens  | 2      | 0      | 0         | 0         | 0,0       | 0         | 0         | 0       | 0       | 0,0     | 0       | 0       | 0         | 0         | 0,0       | 0         | 0         | 0       | 0       |
| 2023                               | Buffalo Bills     | 2      | 0      | 0         | 0         | 0,0       | 0         | 0         | 0       | 0       | 0,0     | 0       | 0       | 1         | 25        | 25        | 25        | 0         | 0       | 0       |
| Total                              | Total             | 43     | 3      | 33        | 447       | 13,5      | 88        | 3         | 5       | 9       | 1,8     | 6       | 0       | 9         | 191       | 21,2      | 32        | 0         | 1       | 0       |
| Quelle: pro-football-reference.com |                   |        |        |           |           |           |           |           |         |         |         |         |         |           |           |           |           |           |         |         |